# Nicolas Bochsa
Robert Nicolas Charles Bochsa, född den 9 augusti 1789 i Montmédy (departementet Meuse), död den 6 januari 1856 i Sydney i Australien, var en fransk harpvirtuos. Han var son till Charles Bochsa.
Under en tid var han anställd av Napoleon I. Han bosatte sig 1817 i London, där han ledde oratoriekonserter, enleverade 1839 Henry Rowley Bishops hustru sångerskan Anna Bishop och gjorde med henne konsertresor i Europa (Stockholm 1840) och USA. Hans kompositioner (harpkonserter, operetter, kyrkomusik) beskrivs av Adolf Lindgren i Nordisk familjebok som "formlösa och svulstiga", men som virtuos hör han till de främsta, och hans lärobok Méthode pour la harpe är den bästa skola i sitt slag. Han var, vidare enligt samma uppslagsverk, "en mycket utsväfvande och karaktärslös man; när han 1817 lämnade Frankrike, var det som rymmare för att undandraga sig straff för flera förfalskningsbrott".